# دوروثي برادي
دوروثي إليزابيث ستال برادي (بالإنجليزية: Dorothy Elizabeth Stahl Brady)‏ (14 يونيو 1903-17 أبريل 1977) عالمة رياضيات وعالمة اقتصاد أمريكية، كانت أستاذة الاقتصاد في كلية وارتون لإدارة الأعمال بجامعة بنسلفانيا من 1958 إلى 1970.

## النشأة
ولدت في إلك ريفر بولاية مينيسوتا، ونشأت في بورتلاند بولاية أوريغون، حيث التحقت بمدرسة لينكولن الثانوية ولاحقًا في كلية رييد لدراسة الرياضيات والفيزياء. كانت متزوجة من زميلها في رييد روبرت أ. برادي من عام 1924 إلى عام 1936، وأنجبا ابنًا في عام 1933.

## التعليم والمسار المهني
حصلت دوروثي على درجة الماجستير في الرياضيات من جامعة كورنيل عام 1926، ثم عمل كمدرس في كلية ڤاسار، وكمساعد باحث في المكتب القومي للأبحاث الاقتصادية، ودرست وقامت بالتدريس في جامعة نيويورك. وذهبت لإكمال الدكتوراه. في الرياضيات من جامعة كاليفورنيا، بيركلي عام 1933، وكانت سادس امرأة تقوم بذلك.
عملت في مسار مهني طويل الأمد في الحكومة حيث عملت في وزارة الزراعة الأمريكية ووزارة العمل الأمريكية حيث كانت رئيسة قسم تكلفة المعيشة من عام 1944 إلى عام 1948، كما عملت في مكتب إحصاءات العمل حيث شغلت منصب رئيسة قسم الاسعار وتكاليف المعيشة عام 1953.
عادت إلى الأوساط الأكاديمية كأستاذة في جامعة شيكاغو عام 1956، وكانت رئيسة مجموعة الخريجين في التاريخ الاقتصادي من 1964 إلى 1970 في كلية وارتون لإدارة الأعمال في جامعة بنسيلفانيا .واستمرت تعمل كمستشار في مكتب إحصاءات العمل وإدارة الضمان الاجتماعي خلال فترة عملها الأكاديمية.

## التكريم
حصلت على جائزة National Women's Press Club في الاقتصاد، وأصبحت زميلة في جمعية الاقتصاد القياسي، وكانت محررة ومراجعة للكتب في مجلة Journal of Economic History من 1969 إلى 1974. وأصبحت دوروثس زميلًا في الرابطة الامريكية للإحصاء في عام 1949. 